# Toyota Supra
Toyota Supra este o mașină sport și un grand tourer fabricat de Toyota Motor Corporation începând cu 1978. Numele „supra” este derivat din prefixul latin, care înseamnă „deasupra”, „a depăși” sau „depăși”.
Primele patru generații ale Supra au fost produse din 1978 până în 2002. A cincea generație a fost produsă din martie 2019 și a fost pusă în vânzare în mai 2019. Stilul originalului Supra a fost derivat din Toyota Celica, dar era atât mai lung, cât și mai lat. Începând cu jumătatea anului 1986, A70 Supra a devenit un model separat de Celica. La rândul său, Toyota a încetat să mai folosească prefixul Celica și a numit mașina Supra. Datorită asemănării și trecutului numelui Celica, acesta este adesea confundat cu Supra și invers.

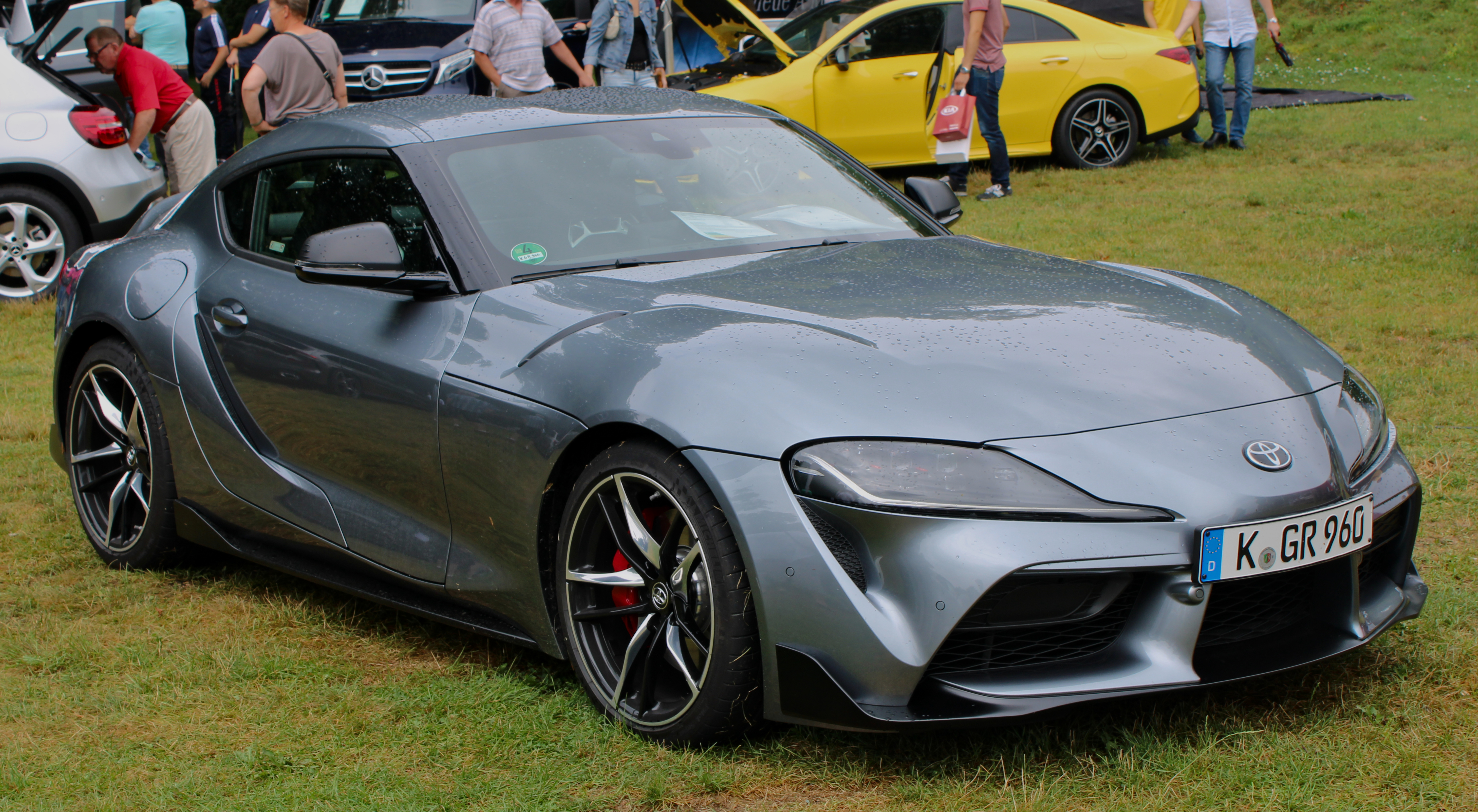
Toyota Supra J29 (2019)

Prima, a doua și a treia generație de Supra au fost asamblate la uzina Tahara din Tahara, Aichi, în timp ce a patra generație a fost asamblată la uzina Motomachi din Toyota City. A cincea generație a Supra este asamblată alături de BMW Z4 (G29) în Graz, Austria, de Magna Steyr.